# Anosike Ementa
Anosike Ementa, né le 3 mai 2002 à Annisse (en) au Danemark, est un footballeur danois qui joue au poste d'avant-centre au SV Zulte Waregem.

## Biographie

### FC Helsingør
Né à Annisse (en) au Danemark, Anosike Ementa est notamment formé par le FC Helsingør. Il impressionne notamment avec les équipes U17 et U19 du club, et signe un nouveau contrat le 18 novembre 2019. Ementa commence sa carrière professionnelle avec le FC Helsingør, alors que le club évolue en troisième division danoise. Il joue son premier match le 4 juillet 2020, face au Jammerbugt FC, lors d'une rencontre de championnat. Il entre en jeu en cours de parte à la place de Elijah Just, et les deux équipes se neutralisent (0-0 score final).
Le FC Helsingør est ensuite promu en deuxième division danoise à l'issue de la saison 2019-2020. Il découvre alors cette compétition en jouant son premier match le 13 décembre 2020 contre l'Esbjerg fB. Il entre en jeu à la place de David Boysen (en) mais ne peut empêcher la défaite de son équipe (1-2 score final).

### Aalborg BK
Le 27 janvier 2021, Anosike Ementa rejoint l'Aalborg BK. Il est initialement intégré à l'équipe U19 du club avec la promesse de rejoindre l'équipe première dès la saison suivante. En raison de sa taille et de son style de jeu il est souvent comparé à Paul Onuachu.
Il découvre alors la Superligaen, l'élite du football danois, le 22 novembre 2021, contre le SønderjyskE. Il entre en jeu à la place de Malthe Højholt et délivre une passe décisive pour Louka Prip, participant ainsi à la victoire des siens (1-3 score final),.

### Viborg FF
Le 10 juillet 2023, Anosike Ementa rejoint le Viborg FF. Il signe un contrat courant jusqu'en décembre 2026,.
Après deux saisons passées au club, et 14 buts marqués en 74 matchs, Ementa, qui aura été un joueur important sur le terrain et dans le vestiaire, quitte le Viborg FF.

### SV Zulte Waregem
Le 7 août 2025, Anosike Ementa quitte le Viborg FF pour la Belgique en rejoignant le SV Zulte Waregem. Le joueur de 23 ans signe un contrat de trois ans, soit jusqu'en juin 2028, avec une option pour une saison supplémentaire,.